# فرودگاه میلر–اسپارتا
فرودگاه میلر-اسپارتا (به انگلیسی: Miller-Sparta Airport) یک فرودگاه همگانی است که یک باند فرود آسفالت دارد و طول باند آن ۱۲۲۹ متر است. این فرودگاه در کشور ایالات متحده آمریکا قرار دارد و در ارتفاع ۲۳۶٫۲ متری از سطح دریا واقع شده‌است.